# Brachiaria xantholeuca
Espèce
Brachiaria xantholeuca est une espèce de plantes monocotylédones de la famille des Poaceae, sous-famille des Panicoideae, originaire d'Afrique tropicale.
Ce sont des plantes herbacées annuelles, cespiteuses, aux tiges (chaumes) dressées de 20 à 60 cm de long.
Cette espèce fait partie du groupe des krebs, graminées sauvages faisant l'objet de cueillette à des fins alimentaires dans la région sahélienne.

## Synonymes
Selon Catalogue of Life (25 juin 2017) :
- Brachiaria pubifolia Stapf
- Brachiaria ukambensis Henrard, nom. superfl.
- Panicum anisotrichum Mez
- Panicum distichophylloides Mez
- Panicum pubifolium Mez, nom. illeg.
- Panicum xantholeucum Hack.
- Urochloa xantholeuca (Hack.) H.Scholz

## Distribution
L'aire de répartition originelle d'Echinochloa rotundiflora  comprend plusieurs pays d'Afrique tropicale
- occidentale : Cameroun, Gambie, Ghana, Mali, Mauritanie, Niger, Nigeria, Sénégal ;
- orientale :  Érythrée, Éthiopie, Kenya, Ouganda, Tanzanie ;
- et australe : Afrique du Sud (KwaZulu-Natal - Transvaal), Botswana, Mozambique, Namibie, Swaziland, Zambie, Zimbabwe[3],[4].